# Turuptiana ochrosterna
Turuptiana ochrosterna là một loài bướm đêm thuộc phân họ Arctiinae, họ Erebidae.